# Metro w Qingdao

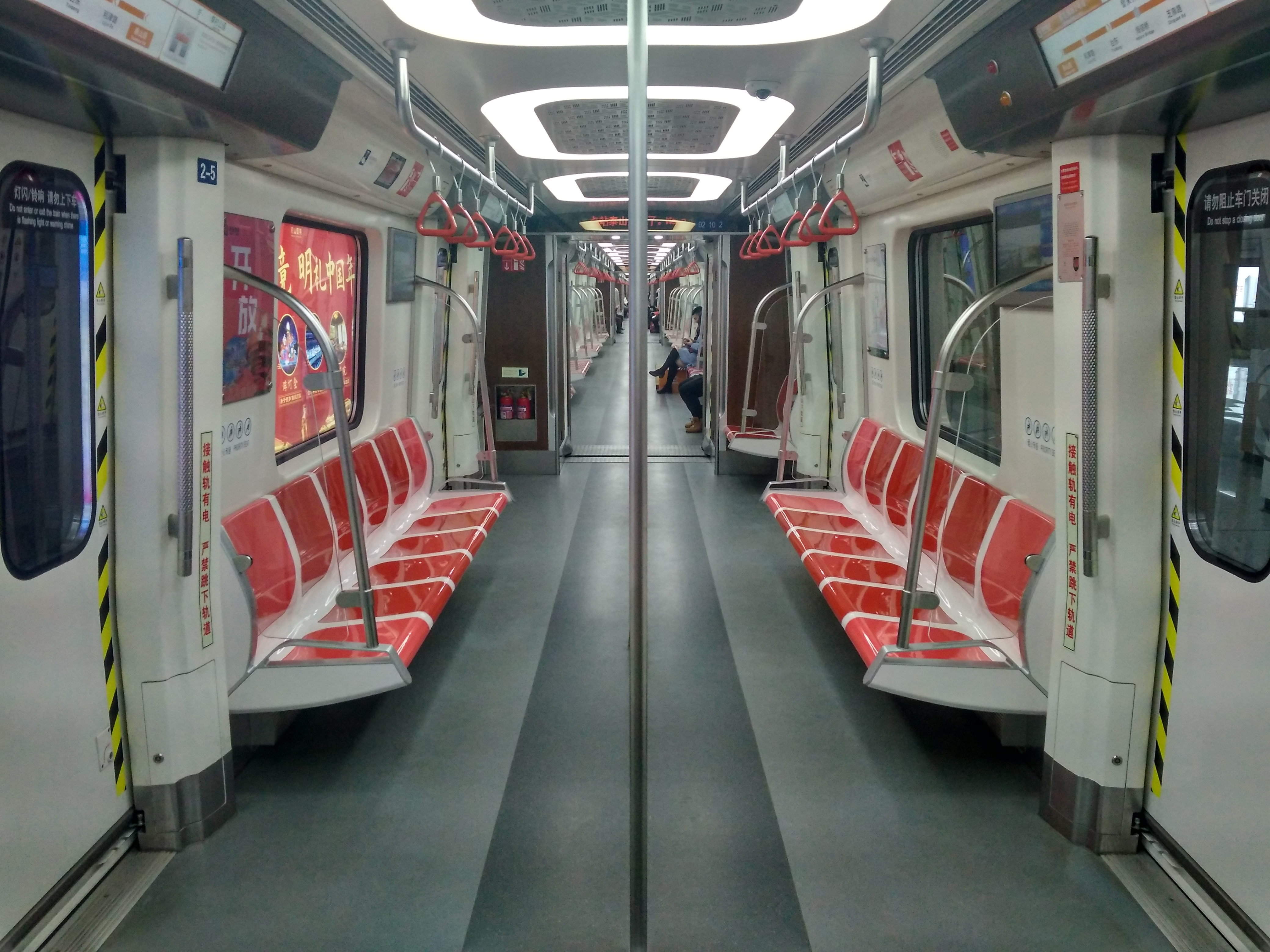
Wnętrze pociągu na linii nr 2

Metro w Qingdao – system metra w Qingdao, otwarty w 2015 roku. Na koniec 2019 roku 4 linie metra miało łączną długość około 176 km, dziennie zaś korzystało z nich średnio 0,51 mln pasażerów.

## Historia

### Początki
Budowę metra w Qingdao rozpoczęto w czerwcu 2009 roku. Uroczyste otwarcie pierwszej linii metra o numerze 3, mającej początkowo długość 12 km, odbyło się 16 grudnia 2015 roku. Po wydłużeniu pod koniec 2016 roku, linia nr 3 połączyła dwa główne dworce kolejowe w mieście, przechodząc w środkowej części pod zabytkową częścią miasta. 10 grudnia 2017 roku otwarto pierwszą część linii nr 2, liczącą 18 stacji. W kwietniu 2018 roku uruchomiono linię nr 11, o długości 58 km do sąsiedniego dystryktu Jimo, na której pociągi mogą osiągać szybkość 120 km/h.

### Dalszy rozwój
W grudniu 2018 roku po oddaniu do użytku na południowej stronie zatoki Jiaozhou linii nr 13, mającej około 67 km długości, system metra w Qingdao liczył łącznie ponad 170 km tras. Powyższa linia ma działać samodzielnie w systemie, aż do momentu połączenia z linią nr 1, która ma być otwarta pod koniec 2020 roku i przebiegać tunelem pod zatoką Jiaozhou, na głębokości 88 metrów pod powierzchnią wody. W styczniu 2020 roku ukończono pod zatoką najdłuższy podwodny tunel metra w Chinach długi na 5,4 km, którym ma przebiegać linia nr 8 o długości 61 km. Ponadto w budowie jest linia nr 4, która ma być oddana w 2022 roku oraz linia nr 6 na południowym brzegu zatoki. Długoterminowe plany rozwoju metra przewidują 18 linii o łącznej długości ponad 800 km.

## Linie
W lutym 2020 roku metro w Qingdao liczyło 4 linie, ponadto trwały prace nad budową kolejnych nowych linii oznaczonych numerami 1, 4, 6 i 8. 

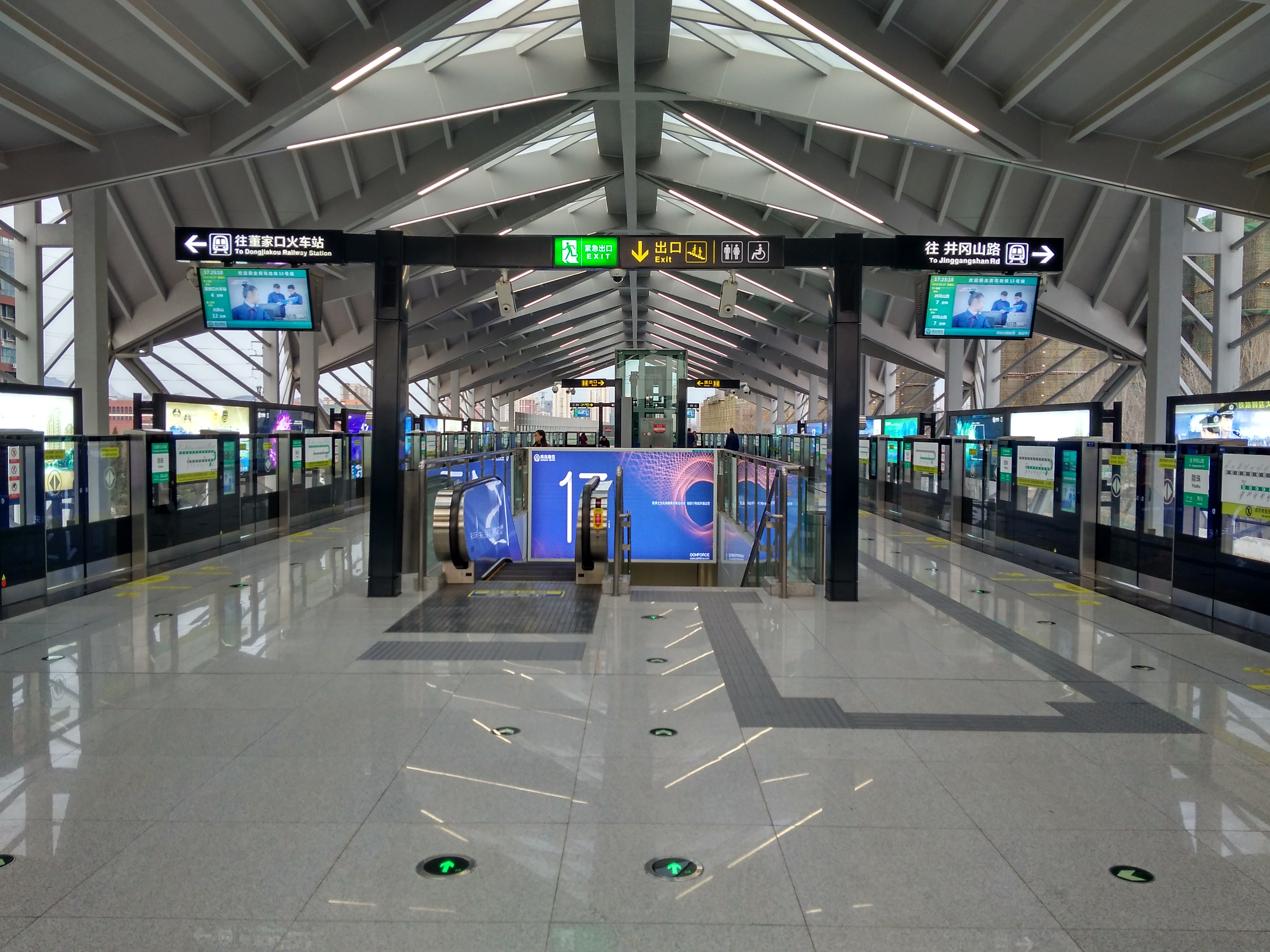
Stacja Yinzhu

Mapa metra w Qingdao

| Linia | Stacje końcowe (dzielnice) | Stacje końcowe (dzielnice)    | Data otwarcia | Ostatnia rozbudowa | Długość km | Stacje | Możliwości przesiadki |
| ----- | -------------------------- | ----------------------------- | ------------- | ------------------ | ---------- | ------ | --------------------- |
| 2     | Taishan Road               | Licun Park                    | 2017          | 2019               | 25         | 21     | 3 11                  |
| 3     | Qingdao Railway Station    | Qingdao North Railway Station | 2015          | 2016               | 25         | 22     | 2                     |
| 11    | Miaoling Road              | Qiangu Mountain               | 2018          | –                  | 58         | 21     | 2                     |
| 13    | Jinggangshan Road          | Dongjiakou Railway Station    | 2018          | -                  | 67         | 21     |                       |
| Razem | Razem                      | Razem                         | Razem         | Razem              | 175        | 85     |                       |